# 石坐神社
石坐神社（いわいじんじゃ）は、滋賀県大津市にある神社。式内社で、旧社格は村社。

## 祭神
総合御神名
- 淡海石坐大神

東殿
- 八大龍王宮
  - 海神豊玉比古神（神武天皇御祖父神）
  - 彦坐王（開化天皇第3皇子）
- 正霊天王宮
  - 天智天皇（天命開別天皇）
  - 大友皇子（弘文天皇）
  - 伊賀宅子媛（大友皇子御生母）

西殿
- 天上将来宮
  - 天神地祇
- 淡海龍王宮
  - 淡海龍王神
- 福 徳 社
  - 石坐七福神
- 氏 神 社
  - 佐田彦神

奥宮
- 御霊殿神社
  - 石坐大神
  - 八大龍王神

## 歴史
創祀年代は不詳。社伝によると、瀬田に設けられた近江国府の初代国造・治田連がその4代前の祖・彦坐王を茶臼山に葬り、その背後の御霊殿山を、神体山として祀ったのが起源とされる。壬申の乱以降は表向きは八大竜王を祀っていたが、ひそかに天智天皇・大友皇子・伊賀采女宅子を祀ってきた。

## 文化財
重要文化財
- 木造天命開別命坐像（あめみことひらかすわけのみこと） - 平安時代
- 木造伊賀采女宅子媛坐像（いがのうねめやかこひめ） - 平安時代
- 木造弘文天皇坐像 - 平安時代
- 木造彦坐王坐像（ひこいますのみこ） - 鎌倉時代

滋賀県指定文化財
- 石坐神社本殿 - 文永3年（1266年）に建立されたもので、元禄3年（1692年）に作られた棟札写しから判明[3]。三間社流造で檜皮葺の形式をしている[3]。

## 交通
- 京阪石山坂本線「錦」から徒歩5分
- 東海道本線（JR琵琶湖線）「膳所」から徒歩9分
- 京阪バス・近江鉄道（バス）「西ノ庄（大津プリンスホテル前）」から徒歩3分